# Arzakan
Arzakan är en ort i Armenien.   Den ligger i provinsen Kotajk, i den centrala delen av landet, 30 kilometer norr om huvudstaden Jerevan. Arzakan ligger 1 489 meter över havet och antalet invånare är 2 660.
Terrängen runt Arzakan är huvudsakligen kuperad, men norrut är den bergig. Arzakan ligger nere i en dal. Närmaste större samhälle är Hrazdan, 14,5 kilometer öster om Arzakan. 
Trakten runt Arzakan består i huvudsak av gräsmarker. Runt Arzakan är det ganska tätbefolkat, med 149 invånare per kvadratkilometer.